# Castries, Hérault
Castries är en kommun i departementet Hérault i regionen Occitanien i södra Frankrike. Kommunen ligger i kantonen Castries som tillhör arrondissementet Montpellier. År 2022 hade Castries 6 722 invånare.

## Befolkningsutveckling
Antalet invånare i kommunen Castries
Referens:INSEE